# Accidentally on Purpose
Accidentally on Purpose es una serie de televisión estadounidense, estrenada en 2009.

## Argumento
Trata de la vida de Billie (Jenna Elfman), una crítica de cine de San Francisco, que después de una noche de pasión con Zack (Jon Foster), un joven 10 años menor que ella, del cual queda accidentalmente embarazada, decidiendo quedarse con su bebé, debido a esta llegada inesperada, Billie y Zack se ponen de acuerdo para vivir juntos platónicamente, Ya que el único lugar que él joven ha llamado hogar era su camioneta.
Ella al mismo tiempo debe lidiar con su jefe y exnovio, James (Grant Show), Que se encuentra celoso de Zack.
Mientras que Billie recibe consejos de su hermana Abby de como criar a su hijo, Zack, su nuevo novio llena la casa de amigos, quien planea convertir su hogar en una casa de solteros junto a su amigo Davis. Ella tendrá que rehacer sus planes al darse cuenta de que, además de su hijo, su novio también parece necesitar pañales.

## Personajes
Protagonistas
- Jenna Elfman como Billie (18 episodios, 2009-2010).
- Jon Foster como Zack(18 episodios, 2009-2010).

Secundarios
- Ashley Jensen como Olivia (18 episodios, 2009-2010).
- Lennon Parham como Abby (18 episodios, 2009-2010).
- Nicolas Wright como Davis (18 episodios, 2009-2010).
- Grant Show como James (18 episodios, 2009-2010).
- Pooch Hall como Ryan (10 episodios, 2009-2010).

- Datos: Q777633